# F-Spot
F-Spot（エフ・スポット）は、Linuxデスクトップ環境のひとつであるGNOME向けに作られたデジタル写真管理ソフトウェアである。

## 諸機能
F-Spotは簡単に用いることの出来るインターフェイスを装備することを目的としているが、画像にタグを付けたりExchangeable image file formatもしくはXMPのメタデータを表示したりすることもできる。
サポートしている画像フォーマットはJPEG、PNG、TIFF、DNG、ベンダー独自のRAW フォーマット（CR2、PEF、ORF、SRF、CRW、MRW、RAF）など、ほぼ全ての有名なフォーマットが含まれる。他にもGIFやSVG、PPMフォーマットのデータを扱うことが出来る。2006年時点では、RAWフォーマットは編集不可能である。
写真は直接デジタルカメラからインポートできる。ドライバはlibgphoto2によりサポートされている。
切り取りや回転、サイズ変換などの基本的な機能の他に、赤目効果の除去やバージョニングなどの機能も利用可能。画像の輝度、コントラスト、彩度の変更などを補正することもできる。
フォトCDは、エクスポートする画像を選択しメニューから“Export to CD”を選択することで作成できる。
F-Spotライブラリにある画像は、数多くのオンライン写真保存サイトにアップロードすることが出来る。Flickrのサポートが最も前面に押し出されているが、Gallery (en) や O.r.i.g.i.n.a.l によるウェブサイトにもアップロード可能である。また、Google Picasa Web Albumへのアップロードもサポートされている。

## 技術情報
F-SpotはMonoを用い、C#言語にて開発されている。
F-Spotプロジェクトはエットーレ・ペラッツォーリにより開始され、今はラリー・エウィングによって管理されている。